# فاخزنفلد
فاخزنفلد (به آلمانی: Fachsenfeld) یک منطقهٔ مسکونی در آلمان است که در آلن واقع شده‌است. فاخزنفلد ۳٬۶۱۶ نفر جمعیت دارد.